# チャンイエン県
チャンイエン県（チャンイエンけん、ベトナム語：Huyện Trấn Yên / 縣鎮安? ）は、ベトナムイエンバイ省の県である。面積は628.6km²、人口は90,260人（2018年）である。

## 行政区画
以下の1市鎮21社を管轄する。
- コフック市鎮（Cổ Phúc / 鼓腹）
- バオダップ社（Báo Đáp / 報答）
- バオフン社（Bảo Hưng / 保興）
- クオンティン社（Cường Thịnh / 強盛）
- ダオティン社（Đào Thịnh / 陶盛）
- ホアクオン社（Hòa Cuông / 和珖）
- ホンカー社（Hồng Ca / 紅歌）
- フンカイン社（Hưng Khánh / 興慶）
- フンティン社（Hưng Thịnh / 興盛）
- キエンタイン社（Kiên Thành / 堅城）
- ルオンティン社（Lương Thịnh / 良盛）
- ミンクアン社（Minh Quán / 鳴鸛）
- ミンクアン社（Minh Quân / 鳴鈞）
- ミンティエン社（Minh Tiến / 鳴進）
- ガークアン社（Nga Quán / 鵝鸛）
- クイモン社（Quy Mông / 龜蒙）
- タンドン社（Tân Đồng / 新同）
- ヴァンホイ社（Vân Hội / 雲會）
- ヴィエトクオン社（Việt Cường / 越強）
- ヴィエトホン社（Việt Hồng / 越紅）
- ヴィエトタイン社（Việt Thành / 越城）
- イーカン社（Y Can / 猗犴）